# Урасіма Таро (аніме)
Урасіма Таро (яп. 浦島太郎) — японський анімаційний короткометражний фільм, який створив Кітаяма Сейтаро та випустила Nikkatsu Mukojima Studios 1 лютого 1918 року. 2008 року фільм був знайдений, відновлений та показаний на «Cinema: Lost and Found 2008». Але у 2017 році за опублікованими матеріалами та кадрами з'ясувалося, що на плівці інший фільм про Урасіма Таро та створений у 1931 році, а фільм 1918 року загублений. 